# Icelinus cavifrons
Icelinus cavifrons és una espècie de peix pertanyent a la família dels còtids.

## Descripció
- Fa 8,9 cm de llargària màxima.[5][6]

## Hàbitat
És un peix marí, demersal i de clima subtropical (37°N-29°N) que viu entre 11 i 91 m de fondària.

## Distribució geogràfica
Es troba al Pacífic oriental central: des de la badia de Monterrey (Califòrnia, els Estats Units) fins a l'illa Guadalupe (davant la península de Baixa Califòrnia, Mèxic).

## Observacions
És inofensiu per als humans.